# اندیس آنومالی گل بلاغ
آنومالی گل بلاغ یک اندیس چندفلزی است که در حوالی شهر تکاب استان کردستان قرار دارد و مادهٔ معدنی موجود در آن، طلا است.  